# Leonardeschi
Leonardeschi ou Leonardiano, é a denominação utilizada para designar à artistas do final do século XV e início do século XVI influenciados ou pupilos de Leonardo da Vinci.
- Giovanni Antonio Boltraffio

- Cesare da Sesto

- Francesco Melzi

- Ambrogio de Predis

- Giampietrino

- Giovanni Agostino da Lodi

- Bernardino Luini

- Francesco Napoletano

- Marco d'Oggiono

- Andrea Solario

- Gian Giacomo Caprotti dito Salai